# Vineam Sorec
Vineam Sorec was een pauselijke bul, uitgevaardigd in 1278 door paus Nicolaas III, waarmee opgeroepen werd tot de bekering van joden tot het christelijk geloof.
De bul was gericht aan de ordes van dominicanen en franciscanen. Door trainingen te geven aan hun priesters moesten zij er zorg voor dragen, dat het evangelie volgens christelijke norm werd overgedragen. Daarbij werd de verplichting gesteld dat in plaatsen waar een synagoge aanwezig was, de joden eenmaal per week naar de preken van de kerk kwamen luisteren. Het niet naleven van laatstgenoemde voorwaarde moest direct gemeld worden aan de paus, zodat hij eventuele maatregelen kon treffen. Deze stellingname zou door de daaropvolgende pausen gehandhaafd blijven en zelfs uitgebreid worden door de in 1584 uitgebrachte bul Sancta Mater Ecclesia.